# 田川市立後藤寺小学校
田川市立後藤寺小学校（たがわしりつ ごとうじしょうがっこう）は、福岡県田川市宮尾町に位置する公立の小学校。

## 概要
歴史
1900年（明治33年）に「弓削田尋常小学校 仮分教場」として設立された。数回の改組・改称を経て、現校名となったのは1950年（昭和25年）。 2025年（令和7年）に創立125周年を迎える。
校章
中央に校名の略称である「後小」の文字（縦書き）を配している。
校歌
1972年（昭和47年）制定。作詞は習川一男、作曲は田中凡平による。歌詞は3番まであり、各番の歌詞中に校名の「後藤寺小学校」が登場する。
通学区域
住所表記で田川市の後に「千代町（7番・8番を除く）、平松町、西平松、三井本部、本町、上本町、西本町、大黒町、春日町、宮尾町、桜町、平岡」が続く地区。中学校区は田川市立田川西中学校。

## 沿革
- 1900年（明治33年）- 田川郡弓削田村大字奈良下原に仮教室1棟を設置の上、「弓削田尋常小学校 仮分教場」と称する。尋常科1年生を収容。
- 1902年（明治35年）7月 - 教室を増築の上、尋常科1・2年生を収容。
- 1903年（明治36年） - 弓削田尋常小学校より分離の上、「奈良尋常小学校」（4年制）として独立。
- 1905年（明治38年）7月 - 暴風雨により校舎が倒壊したため、仮設校舎を建設。
- 1908年（明治41年）4月 - 改正小学校令により、尋常科（義務教育年限）が4年制から6年制に改められる。尋常科5年を新設。
- 1909年（明治42年）4月 - 尋常科6年を新設。
- 1920年（大正9年）4月 - 高等科を併置の上、「奈良尋常高等小学校」に改称（尋常科6年・高等科2年）。
- 1937年（昭和12年）4月 - 「後藤寺東尋常高等小学校」に改称。
- 1939年（昭和14年）11月 - 火災により、教室1棟と2階建て奉安殿講堂を残して全焼。
- 1940年（昭和15年）7月 - 2階建て校舎12教室2棟が完成。
- 1941年（昭和16年）
  - 4月1日 - 国民学校令施行により、「後藤寺東国民学校」に改称。尋常科を初等科に改める。
  - 7月 - 2階建て教室12教室2棟および本館が完成。運動場を拡張。
- 1943年（昭和18年）11月3日 - 田川市が発足。
- 1947年（昭和22年）4月1日 - 学制改革（六・三制の実施）が行われる。
  - 国民学校初等科は、新制小学校「田川市立後藤寺東小学校」に改組・改称。
  - 国民学校高等科は、青年学校普通科とともに、新制中学校「田川市立後藤寺中学校」に改組・改称。当初、小学校に併設される。
- 1949年（昭和25年）4月1日 - 「田川市立後藤寺小学校」（現校名）に改称。
- 1951年（昭和26年）1月 - 中学校の新校舎が完成し、小学校との併設を解消。
- 1953年（昭和28年）- 田川市立後藤寺幼稚園が併設される。
- 1969年（昭和44年）- 後藤寺小学校の児童数の急増により、校区の一部を田川市立大浦小学校へ移管。
- 1972年（昭和47年）3月1日 - 校歌を制定。
- 1973年（昭和48年）- 新校舎が完成。

## 交通アクセス
最寄りの鉄道駅
- JR九州 日田彦山線「田川後藤寺駅」

最寄りの幹線道路
- 国道322号 「後藤寺小学校」交差点

## 周辺
- 田川市立田川西中学校（旧・田川市立後藤寺中学校）
- 春日神社
- 友末寺

## 参考資料
- 「田川市誌」（1954年（昭和29年）12月1日発行, 田川市）p.364～p.365
- 「田川市史」（1976年（昭和51年）3月1日発行, 田川市）